# U-Bahnhof Mangfallplatz
Der U-Bahnhof Mangfallplatz (Kürzel der Münchner Verkehrsgesellschaft: ML) ist ein U-Bahnhof im Stadtteil Harlaching der bayerischen Landeshauptstadt München. Er liegt an der Stammstrecke 2 der U-Bahn München und ist südliche Endstation der Linie U1.

## Geschichte
Am 9. November 1997 wurde der Südast der U1 zwischen den Bahnhöfen Kolumbusplatz und Mangfallplatz einschließlich des Bahnhofes eröffnet. Die U1, die zuvor zum Innsbrucker Ring fuhr, fährt seitdem südlich vom Kolumbusplatz auf der neuen Strecke.

## Lage und Umgebung
Der Bahnhof liegt unter der Naupliastraße, südwestlich vom namensgebenden Mangfallplatz, im Bezirksteil Neuharlaching.
Die nächste Bahnhof stadteinwärts heißt St.-Quirin-Platz und liegt 923 Meter entfernt.

## Bahnhofsanlage

### Aufbau
Der stützenfreie Bahnhof besitzt einen Mittelbahnsteig. Im Norden des Bahnhofs führt eine Rampe in ein Zwischengeschoss, von dem aus Fest- und Rolltreppen auf beide Seiten der Naupliastraße führen. Der Südkopf ist über Treppen ebenfalls mit einem Zwischengeschoss und weiter mit der Oberfläche verbunden. Hier befindet sich auch ein Aufzug, der direkt an die Oberfläche führt.

### Gestaltung
Die Bahnhofswände wurden abgeschrägt, um den Flächenverbrauch an der Oberfläche während der Bauarbeiten zu reduzieren. Die unbearbeiteten Bohrpfähle bilden die Hintergleiswände. Die Bahnhofsbeschriftung ist in Rot gehalten, ebenso die Lampenschirme. Eine Aluminiumkonstruktion reflektiert das Licht der Lampen und verteilt es so im Bahnhof. An Gleis 2 ist ein Kunstwerk angebracht, das auf die Mangfall und ihre Funktion als Trinkwasserlieferant für München verweist. Gestaltet wurde der Bahnhof von Paolo Nestler.

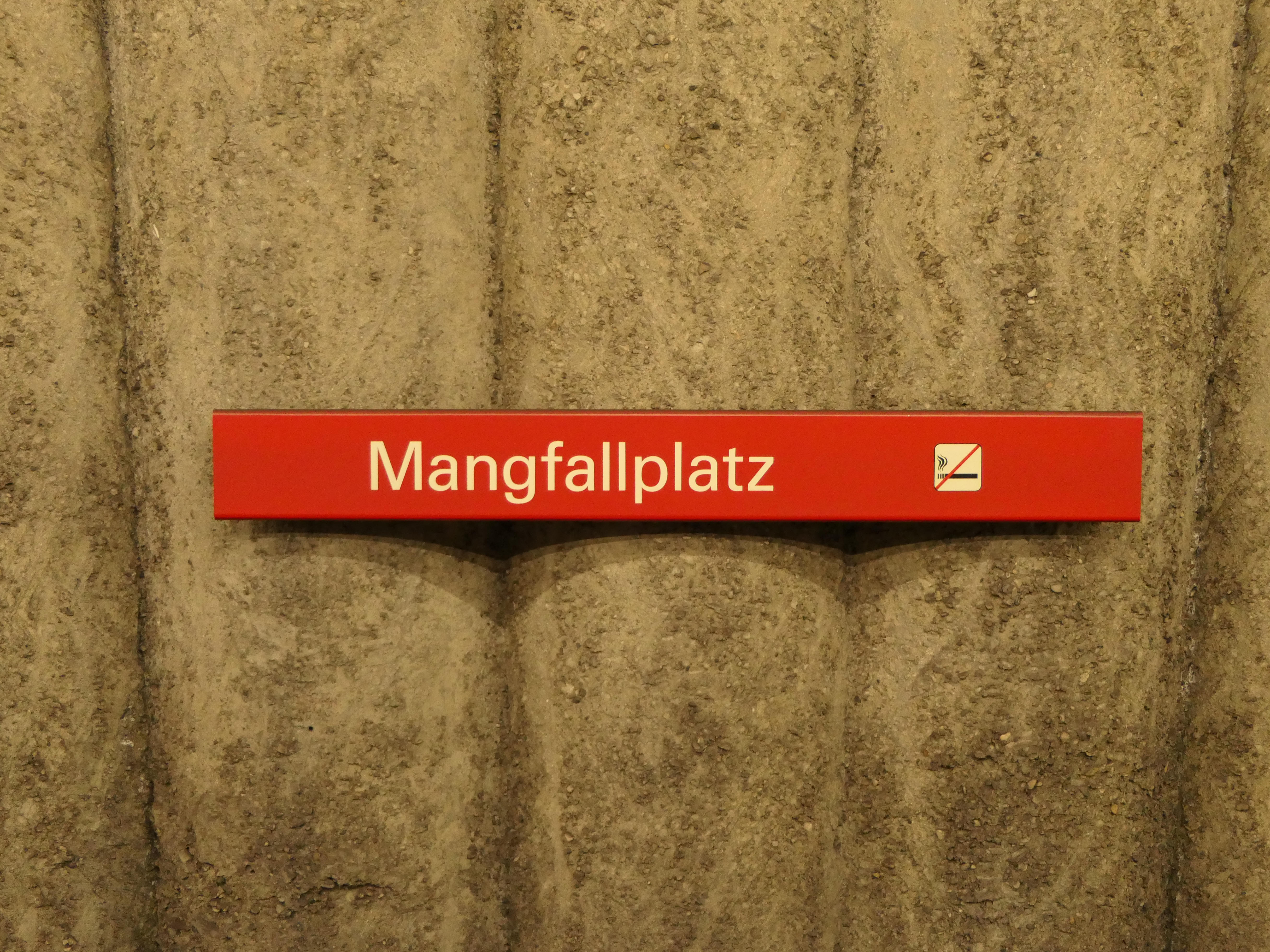
Stationsname an den Hintergleiswänden
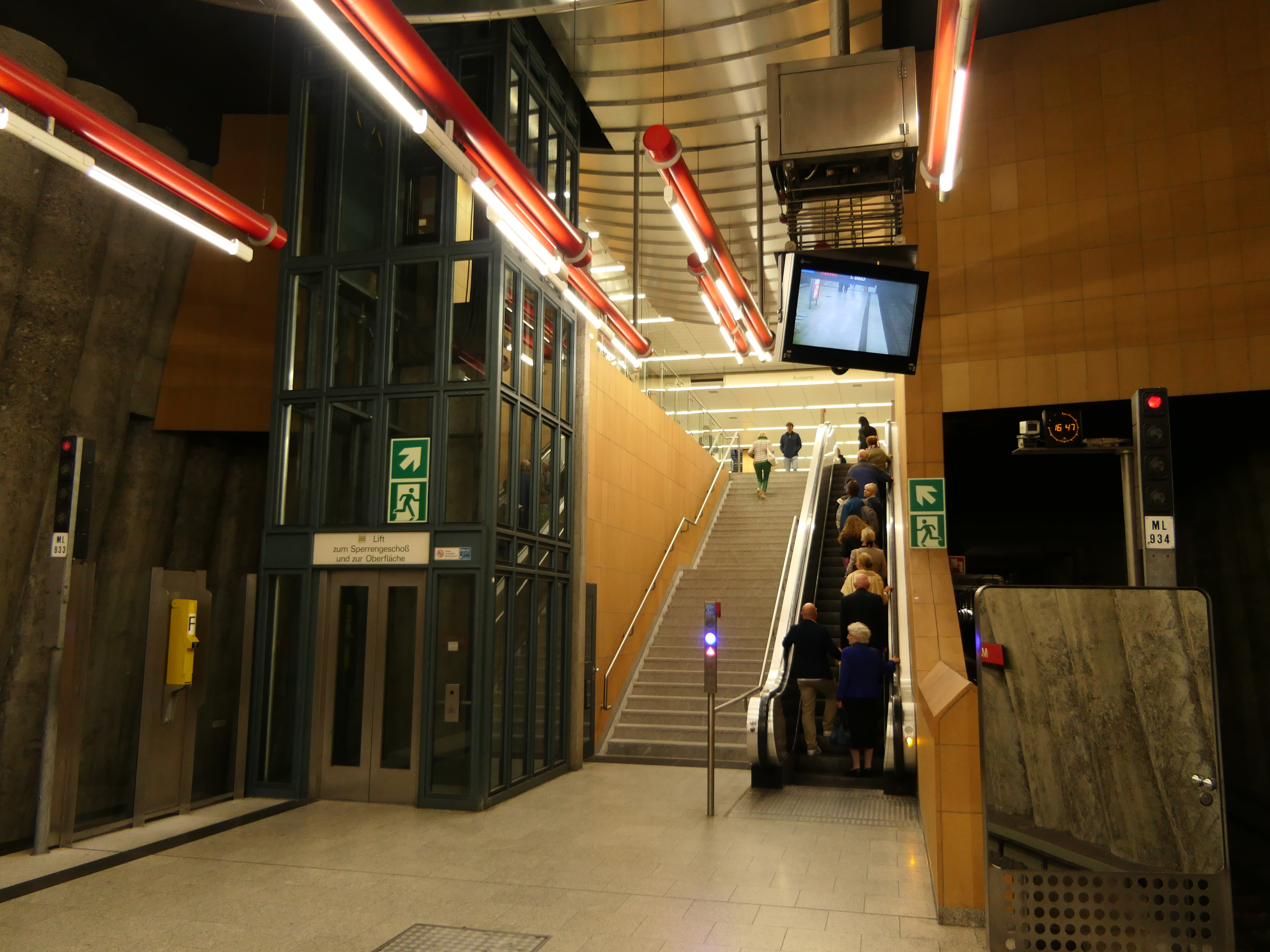
Aufzug auf der Bahnsteigebene
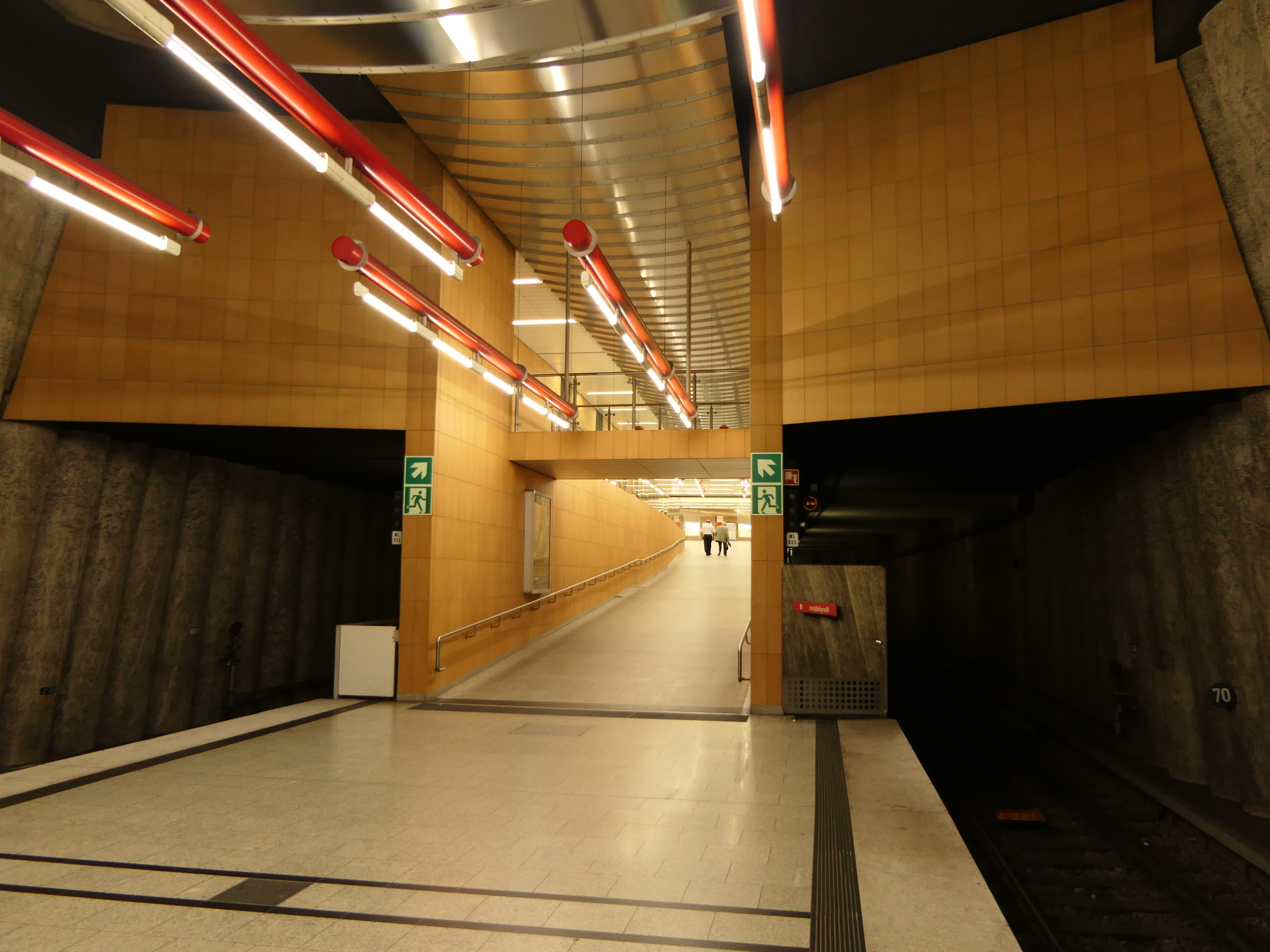
Rampe von der Bahnsteigebene zur Verteilerebene
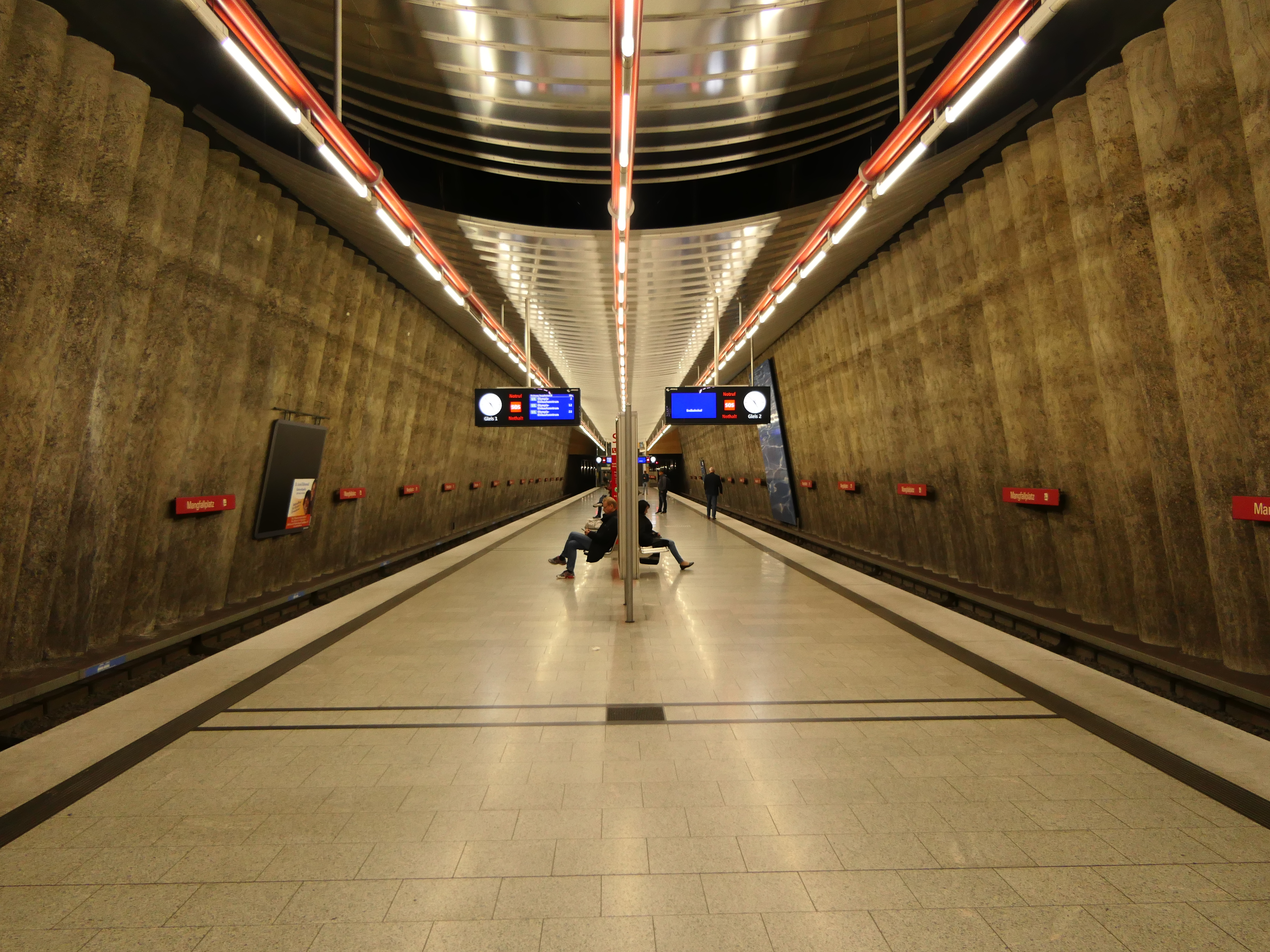
Bahnsteigebene mit Mittelbahnsteig 2018
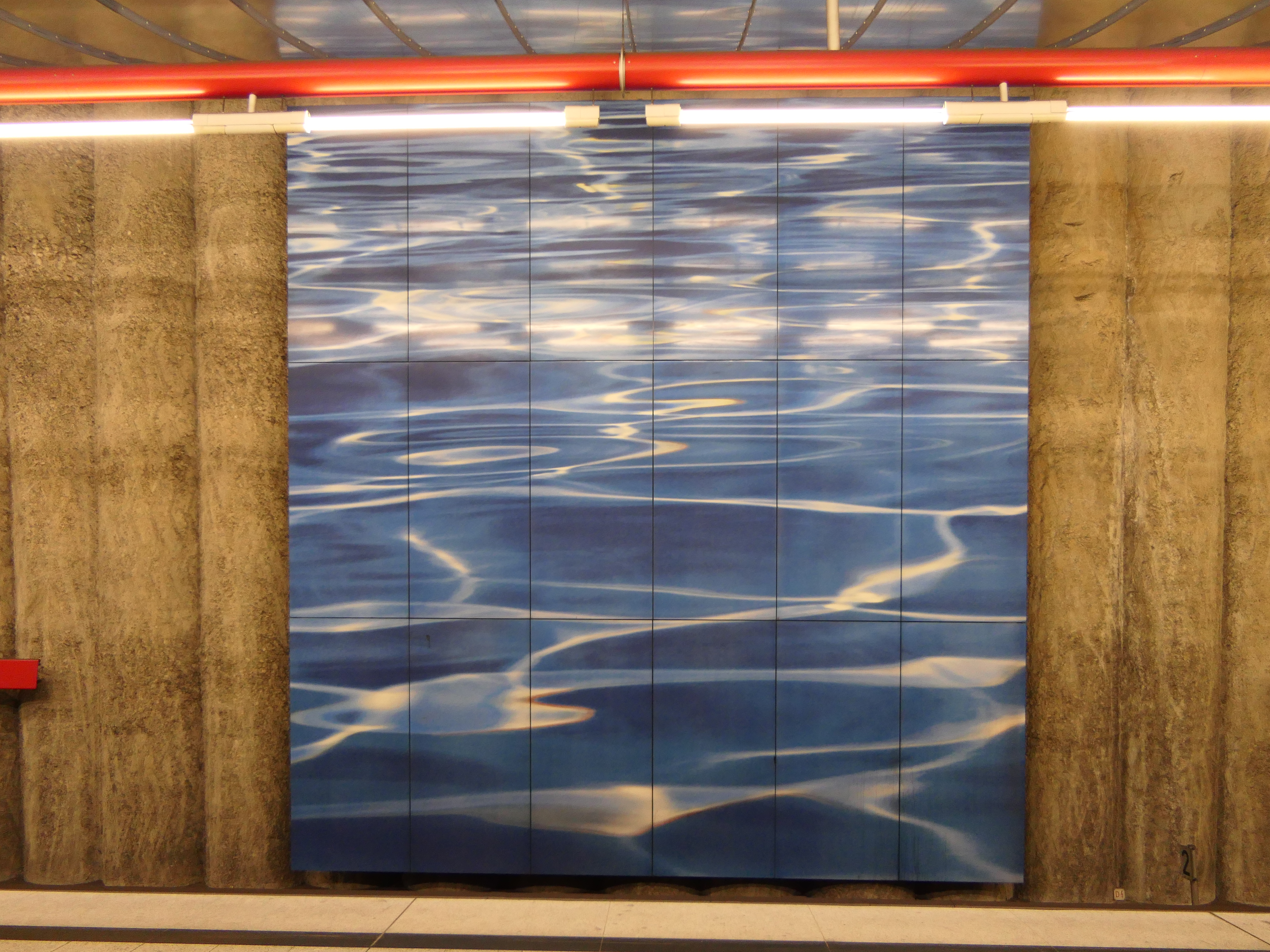
Kunstwerk „Mangfall“
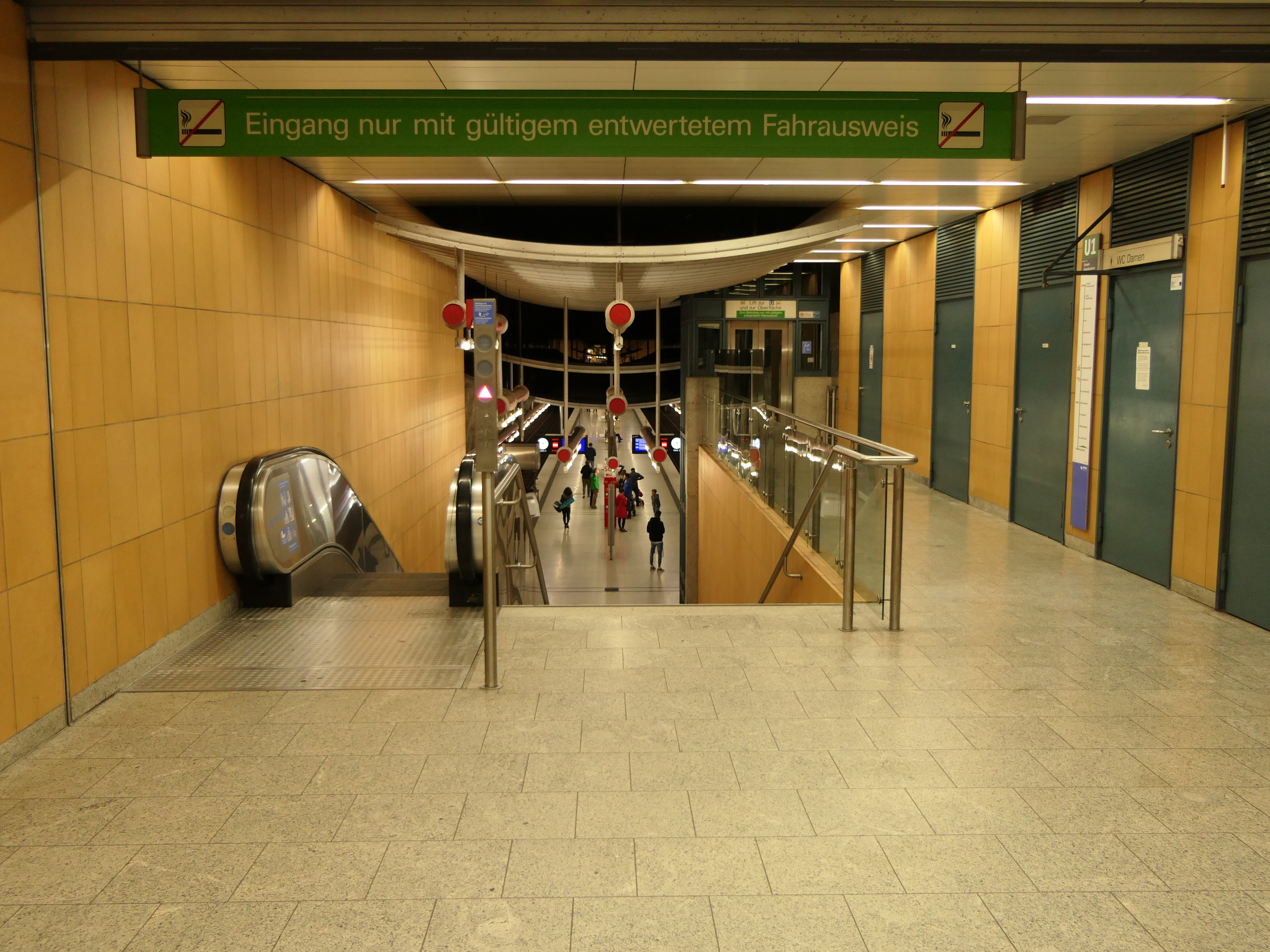
Abgang von der Verteilerebene zur Bahnsteigebene
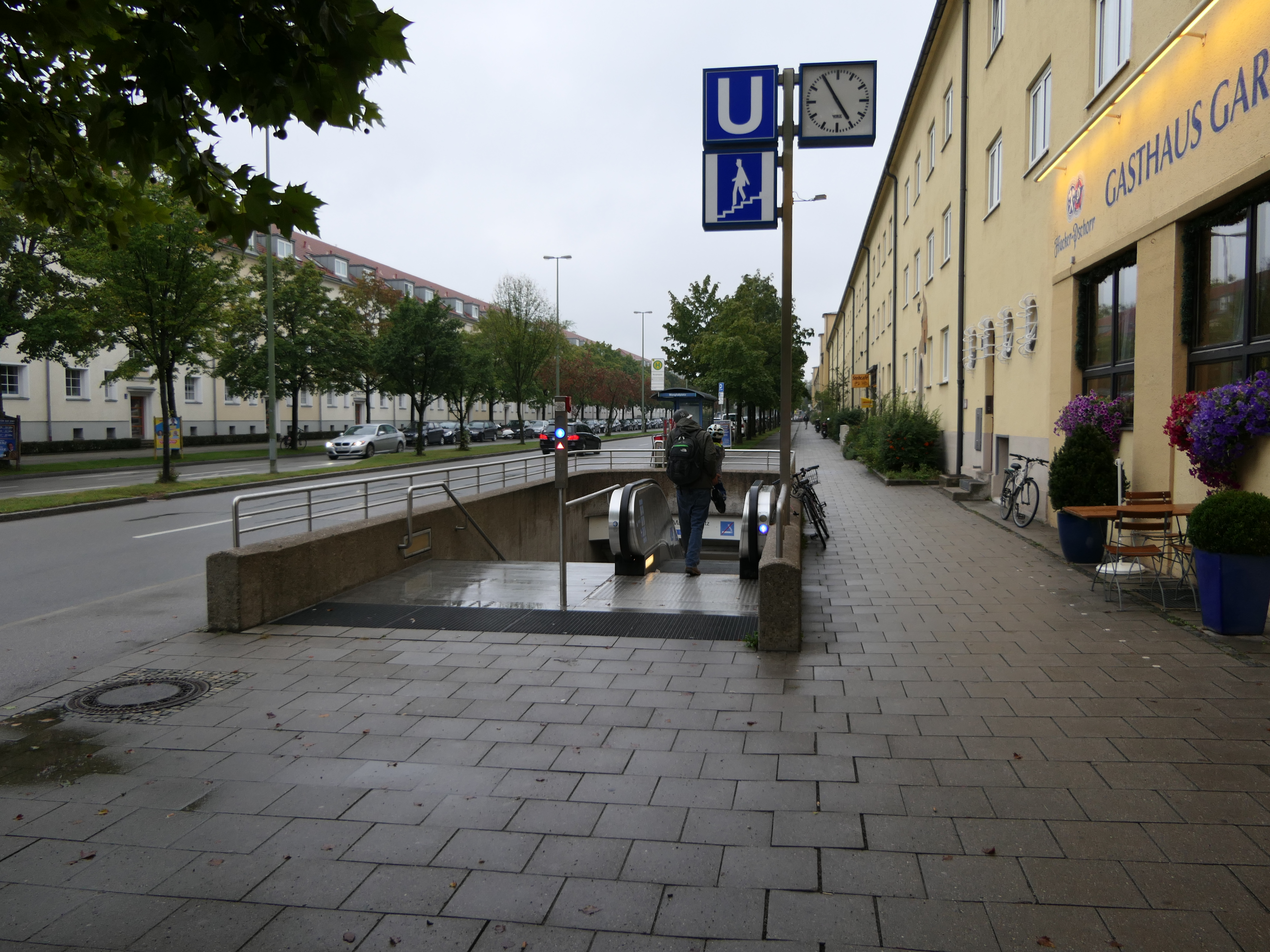
Zugang an der Oberfläche

## Verkehr
| Linie | Linienverlauf |
| ----- | --- |
| U1    | Olympia-Einkaufszentrum – (625 m) – Georg-Brauchle-Ring – (788 m) – Westfriedhof – (830 m) – Gern – (1007 m) – Rotkreuzplatz – (1102 m) – Maillingerstraße – (878 m) – Stiglmaierplatz – (1071 m) – Hauptbahnhof – (905 m) – Sendlinger Tor – (746 m) – Fraunhoferstraße – (1116 m) – Kolumbusplatz – (898 m) – Candidplatz – (692 m) – Wettersteinplatz – (585 m) – St.-Quirin-Platz – (923 m) – Mangfallplatz |

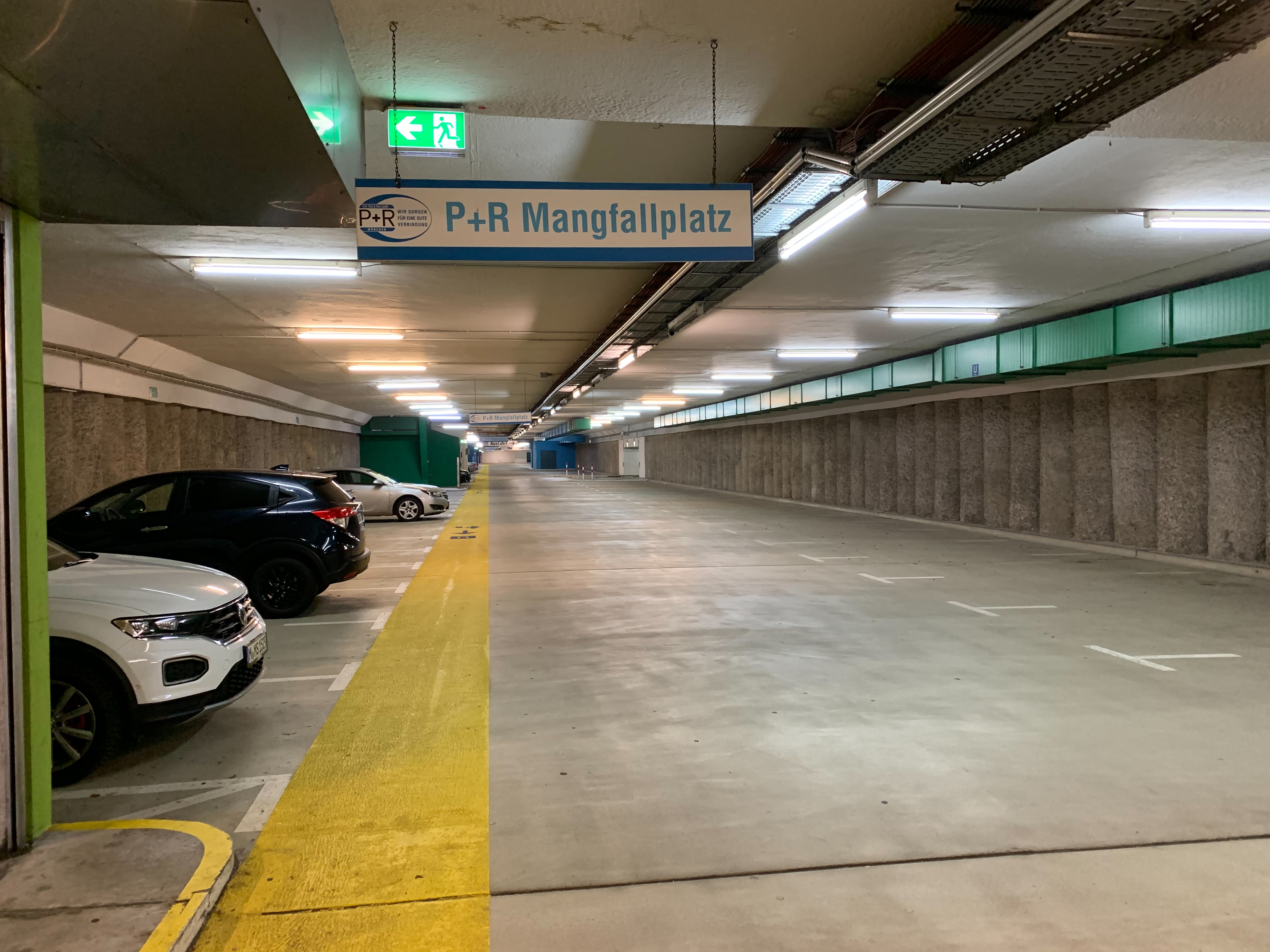
Park&Ride

An beiden Aufgängen befinden sich Bushaltestellen, die von der Linie 139 bedient werden. Außerdem ist der Bahnhof mit einer Park-and-ride-Anlage verbunden.